# Вури
 Тази статия е за реката в Камерун.  За департамента вижте Вури (департамент).  
Вурѝ (на френски: Wouri и Vouri; на английски: Vuri) е река в Камерун.
Смята се, че португалският изследовател Фернандо По е първият европеец, изследвал реката (през 1472). Той нарекъл реката Rio dos Camarões („Реката на скаридите“). През 50-те години на 20 век френските колонисти построяват мост над реката, който впоследствие се превръща във важна икономическа постройка.